# Ростокіно (платформа, Ярославський напрямок МЗ)
Росто́кіно (рос. Ростокино, до 20 лютого 2020 р. — Сіверя́нин, Північа́нин, Сєверя́нін; рос. Северянин — «Північанин») — зупинний пункт/пасажирська платформа Ярославського напрямку Московської залізниці у Москві. 
Зупинний пункт був відкритий в 1929,
а 6 вересня 2019 за 400 м на південь були відкриті нові платформи 
.

## Опис
Новий пункт зупинки складається (перераховуючи із заходу на схід) з двох острівних (відповідно I, III колії та II, IV колії) і берегової (V колія) платформ. Є два вестибюлі: північний (надземний) з виходом на проспект Миру біля південного торця старої платформи, і південний, підземний, сполучений двострічковим ескалатором з павільйоном біля входу на станцію МЦК Ростокіно.
На новій платформі турнікети стоять з моменту побудови.
Зупинний пункт частково знаходиться в межах станції Лосиноострівська – по II, IV коліях. По решті (I, III, V) колій перебуває на перегоні. До перенесення у межах Лосиноостровської була лише III (найсхідніша з чотирьох) колія.

## Пересадки
- Станцію МЦК  «Ростокіно»
- Автобуси: 93, 136, 172, 244, 375, 536, 544, 789, 834, 903, т14, т76; 
  - обласні: 316, 317, 388, 392, 451, 499, 551к, 555, 576к;
- Трамваї: 17